# Schlössle Schmitzingen
Das Schlössle Schmitzingen ist ein Edelsitz der Freiherren von Roll in Schmitzingen, einem Stadtteil von Waldshut-Tiengen.
Das Schlössle wurde in den Jahren ab 1780 durch Karl Joseph Anton Sylverius Alois von Roll erbaut. Seine Mutter war Marie Elisabeth von Schönau-Öschgen, sein Vater Joseph Leopold von Roll von Bernau aus der Linie Uri. Sie saßen zuvor auf der Burg Bernau bei Leibstadt. Seine Familie besaß in der Stadt Waldshut das Roll’sche Haus (neben dem Rheinischen Hof). Bereits 1785 musste er aus Finanznot das Schlössle in Schmitzingen an Benedikt von Greiffenegg verkaufen. Die Güter waren großteils in den Besitz der Tröndlin von Greiffenegg und die von Reinach übergegangen, mit denen die von Roll verwandt waren. 1836 war das Schlössle im Besitz des Landwirts Josef Eckert. Sein Sohn Josef erweiterte es durch Ökonomiegebäude zu einem Bauernhof. Er richtete auch eine Bierbrauerei und Tanzlokal ein. 1936 kam der Hof durch Heirat an die Familie Granacher.